# Richard Oakes
Richard Oakes   (Akwesasne, 22 de maig de 1942 - Sonoma, 20 de setembre de 1972) era un estudiant mohawk, membre del grup iroquès White Roots of Peace. Va treballar com a obrer metal·lúrgic fins que fou admès a la Universitat de San Francisco. El 1969 va participar en l'ocupació d'Alcatraz amb Grace Thorpe i futurs membres de l'AIM, i hi formà un comitè dirigit per ell amb la cherokees Jeanette Henry i el cahuilla Rupert Costo, fundadors de l'American Indian Historical Society, i Belva Cottier. Després es dedicà a treballar a favor del seu poble fins que fou assassinat d'un tret per Michael Morgan, un supremacista blanc. Morgan i Oakes es van enfrontar i Morgan va al·legar que temia la seva vida i que per això l'havia disparat. Oakes estava desarmat quan va ser assassinat. Morgan va ser acusat d'assassinat voluntari i jutjat, però va ser absolt per un jurat que va acordar que l'acte fou en defensa pròpia.